# Carota di Polignano
La carota di Polignano (detta anche "carota giallo-viola di Polignano" oppure "carota di San Vito") rappresenta un ecotipo della carota.
La sua coltivazione è effettuata in un'area piuttosto ristretta, compresa fra 10 e 20 ettari, in prossimità di Polignano a Mare (provincia di Bari), principalmente nella frazione di San Vito.
Ha ottenuto il riconoscimento dei presidi Slow Food in quanto esempio di un nuovo modello di agricoltura, basata sulla qualità, sul recupero dei saperi e delle tecniche produttive tradizionali.

## Morfologia
La lunghezza delle radici varia da 15 a 25 cm, con un diametro che può raggiungere 5 cm..
Il colore esterno della radice varia dal giallo pallido al viola scuro, mentre quello interno dal giallo chiaro all'arancione chiaro.

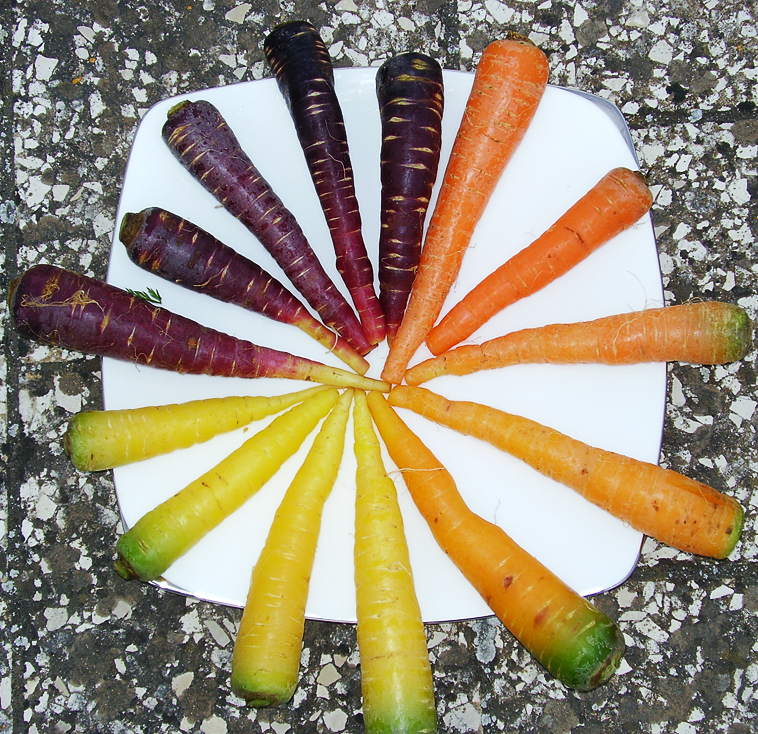
Varietà di colori della carota di Polignano

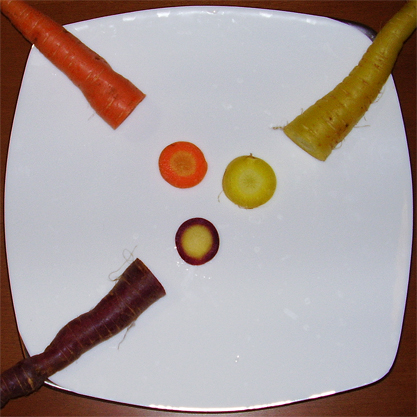
Variabilità dei colori interni della carota di Polignano

L'uniformità della radice è molto bassa, con un valore di 1 (per valori compresi da 1 a 9, con il valore più alto che indica radici altamente uniformi) nella scala dei descrittori definiti dall'IPGRI (International Plant Genetic Resources Institute - ora Biodiversity International).

## Ciclo colturale
La semina viene effettuata alla fine dell'estate (da fine agosto fino agli inizi di settembre), mentre la raccolta si protrae da dicembre a marzo. Il seme utilizzato viene autoprodotto ogni anno
dagli agricoltori, che individuano le piante più sane e vigorose avendo cura di selezionarle con radici di colore diverso. Normalmente sia la semina che la raccolta sono effettuate scalarmente (gradualmente nel tempo) in modo da coprire con il prodotto fresco tutto il periodo invernale.. I campi, posti a pochi metri dal mare e tendenzialmente sabbiosi, presentano una salinità piuttosto elevata, che viene esaltata dall'irrigazione con acqua salmastra. Anticamente, l'emungimento di acqua da tali pozzi avveniva attraverso "la noria", un sistema meccanico di ruote e carrucola, azionato dal lavoro di un mulo bendato.
La fase più delicata dell'intero ciclo colturale è indubbiamente la raccolta, eseguita manualmente con l'ausilio di un forcone. Questo viene conficcato nel terreno ed utilizzato per smuovere la terra attorno alle radici, estratte delicatamente per evitare possibili fratture. Non a caso, la particolare consistenza e la conformazione irregolare di queste carote rendono impossibile la raccolta meccanizzata comunemente applicata per le carote comuni, determinando costi di produzione più elevati dovuti al maggior fabbisogno di manodopera. Dopo la raccolta, le radici vengono lavate con la stessa acqua salmastra usata per l'irrigazione al fine di asportare il terreno, quindi vengono
poste in cassette di legno per essere commercializzate.

## Caratteristiche nutrizionali
Dal confronto dei tre principali zuccheri presenti (glucosio, fruttosio e saccarosio), è stato osservato che le carote di Polignano mostrano un contenuto totale di glucosio, fruttosio e saccarosio mediamente inferiore di circa il 22% rispetto alla carota comune, con una maggiore percentuale di glucosio e fruttosio rispetto al saccarosio. Quindi il più basso apporto glucidico delle carote di Polignano potrebbe favorire il loro consumo da parte di soggetti che seguono una dieta ipoglicemica. Tale considerazione nasce dalla constatazione che il fruttosio, il quale rappresenta circa un terzo degli zuccheri in questo ecotipo di carota, ha un indice glicemico molto basso (pari a 19), mentre nelle carote comuni il contenuto di tale monosaccaride rappresenta poco più del 12%.
Interessante risulta anche l'indice di dolcezza relativa, cioè la percezione del gusto dolce al palato, dovuto alla quantità e alla tipologia di sostanze con "potere dolcificante" presenti negli alimenti. Nella carota di Polignano l'indice di dolcezza relativa ha raggiunto valori non dissimili da quelli trovati nelle carote comuni.
Per quanto concerne l'attività antiossidante si nota come questa sia maggiore nelle carote viola, di circa quattro volte rispetto alle carote comuni e quasi di dieci volte rispetto alle radici gialle o arancioni.
Inoltre, è stato possibile mettere a punto un metodo per stimare il contenuto di antiossidanti attraverso l'elaborazione computerizzata di una fotografia digitale delle radici.
Attualmente la carota di Polignano viene studiata per l'ottenimento di prodotti derivati (confetture) che possano ampliare l'interesse verso questo ecotipo e di conseguenza la sua coltivazione, cercando di mantenere intatte le caratteristiche nutrizionali della radice attraverso metodi di preparazione innovativi di tali prodotti.

## Carota di Tiggiano
Un ecotipo di carota simile a quella di Polignano è coltivato a Tiggiano, in provincia di Lecce, ed è denominata "carota giallo–viola di Tiggiano" o "pastanaca ti santu pati" (in onore a Sant'Ippazio, il Santo Patrono di Tiggiano).
Anche quest'ultima è inclusa nell'elenco nazionale dei prodotti agroalimentari tradizionali pugliesi.
A differenza della carota di Polignano, la colorazione della carota di Tiggiano può essere bianco-giallastro ma è sempre screziata, in misura più o meno maggiore, di violetto.

## Preparazione
La carota di Polignano può essere consumata cruda o cotta, da sola o come ingrediente di primi piatti e contorni, torte e tortini (sia salati che dolci), pasta, liquori, gelati, yogurt, confetture.

## Riconoscimenti
L'associazione Slow Food ha inserito la carota di Polignano nell'elenco dei Presidi di Slow Food. 
Con la quindicesima revisione, il Ministero delle politiche agricole alimentari e forestali ha inserito la carota di Polignano fra i Prodotti Agroalimentari Tradizionali pugliesi.

## PSR Puglia
La regione Puglia, all'interno del suo PSR 2007-2013, ha inserito la carota di Polignano nell'allegato 8 della Misura 214 - Azione 3 "Tutela della biodiversità" come specie a rischio di erosione genetica.
Sempre nell'ambito della misura 214, in particolare nelle "Azioni preliminari all'attuazione della misura 214, azione 3, del Programma di Sviluppo Rurale FEASR Puglia 2001-2013" è stato realizzato il volume "La biodiversità delle colture pugliesi", contenente il capitolo dedicato alla carota di Polignano.